# Contea di Gokseong
La contea di Gokseong (Gokseong-gun; 곡성군; 谷城郡) è una delle suddivisioni della provincia sudcoreana del Sud Jeolla.